# Campionati del mondo di ciclismo su pista 2021 - Velocità femminile
La gara di velocità femminile ai Campionati del mondo di ciclismo su pista 2021 si è svolta il 21 e il 22 ottobre 2021.

## Podio
| Pos.    | Atleta          | Nazionalità |
| ------- | --------------- | ----------- |
| Oro     | Emma Hinze      | Germania    |
| Argento | Lea Friedrich   | Germania    |
| Bronzo  | Kelsey Mitchell | Canada      |

## Risultati

### Qualificazioni
I migliori 8 tempi si qualificano direttamente agli ottavi di finale, le altre si qualificano per i sedicesimi di finale.
| Posizione | Atleta               | Nazione               | Tempo  | Gap    | Note |
| --------- | -------------------- | --------------------- | ------ | ------ | ---- |
| 1         | Lea Friedrich        | Germania              | 10.489 |        | Q    |
| 2         | Emma Hinze           | Germania              | 10.519 | +0.030 | Q    |
| 3         | Kelsey Mitchell      | Canada                | 10.520 | +0.031 | Q    |
| 4         | Mathilde Gros        | Francia               | 10.533 | +0.044 | Q    |
| 5         | Lauriane Genest      | Canada                | 10.545 | +0.056 | Q    |
| 6         | Pauline Grabosch     | Germania              | 10.572 | +0.083 | Q    |
| 7         | Shanne Braspennincx  | Paesi Bassi           | 10.601 | +0.112 | Q    |
| 8         | Martha Bayona        | Colombia              | 10.754 | +0.265 | Q    |
| 9         | Miriam Vece          | Italia                | 10.790 | +0.301 | q    |
| 10        | Riyu Ohta            | Giappone              | 10.791 | +0.302 | q    |
| 11        | Sophie Capewell      | Gran Bretagna         | 10.821 | +0.332 | q    |
| 12        | Sarah Orban          | Canada                | 10.826 | +0.337 | q    |
| 13        | Anastasija Vojnova   | Fed. Ciclistica Russa | 10.842 | +0.353 | q    |
| 14        | Daria Shmeleva       | Fed. Ciclistica Russa | 10.866 | +0.377 | q    |
| 15        | Mandy Marquardt      | Stati Uniti           | 10.951 | +0.462 | q    |
| 16        | Yuli Verdugo         | Messico               | 10.952 | +0.463 | q    |
| 17        | Fuko Umekawa         | Giappone              | 11.016 | +0.527 | q    |
| 18        | Madalyn Godby        | Stati Uniti           | 11.045 | +0.556 | q    |
| 19        | Blaine Ridge-Davis   | Gran Bretagna         | 11.111 | +0.622 | q    |
| 20        | Joanne Rodríguez     | Guatemala             | 11.163 | +0.674 | q    |
| 21        | Alla Biletska        | Ucraina               | 11.273 | +0.784 | q    |
| 22        | Veronika Jaborníková | Rep. Ceca             | 11.273 | +0.784 | q    |
| 23        | Helena Casas         | Spagna                | 11.286 | +0.797 | q    |
| 24        | Yarli Mosquera       | Colombia              | 11.409 | +0.920 | q    |

### Sedicesimi di finale
Le vincitrici di ogni batteria si qualificano per gli ottavi di finale
| Batteria | Posizione | Atleta               | Nazione               | Gap    | Note |
| -------- | --------- | -------------------- | --------------------- | ------ | ---- |
| 1        | 1         | Miriam Vece          | Italia                |        | Q    |
| 1        | 2         | Yarli Mosquera       | Colombia              | +0.124 |      |
| 2        | 1         | Riyu Ohta            | Giappone              |        | Q    |
| 2        | 2         | Helena Casas         | Spagna                | +0.208 |      |
| 3        | 1         | Sophie Capewell      | Gran Bretagna         |        | Q    |
| 3        | 2         | Veronika Jaborníková | Rep. Ceca             | +0.603 |      |
| 4        | 1         | Alla Biletska        | Ucraina               |        | Q    |
| 4        | 2         | Sarah Orban          | Canada                | REL    |      |
| 5        | 1         | Anastasija Vojnova   | Fed. Ciclistica Russa |        | Q    |
| 5        | 2         | Joanne Rodríguez     | Guatemala             | +0.273 |      |
| 6        | 1         | Daria Shmeleva       | Fed. Ciclistica Russa |        | Q    |
| 6        | 2         | Blaine Ridge-Davis   | Gran Bretagna         | +0.071 |      |
| 7        | 1         | Madalyn Godby        | Stati Uniti           |        | Q    |
| 7        | 2         | Mandy Marquardt      | Stati Uniti           | +0.013 |      |
| 8        | 1         | Yuli Verdugo         | Messico               |        | Q    |
| 8        | 2         | Fuko Umekawa         | Giappone              | +0.110 |      |

REL = Retrocessa

### Ottavi di finale
Le vincitrici di ogni batteria si qualificano per i quarti di finale
| Batteria | Posizione | Atleta              | Nazione               | Gap    | Note |
| -------- | --------- | ------------------- | --------------------- | ------ | ---- |
| 1        | 1         | Lea Friedrich       | Germania              |        | Q    |
| 1        | 2         | Yuli Verdugo        | Messico               | +0.038 |      |
| 2        | 1         | Emma Hinze          | Germania              |        | Q    |
| 2        | 2         | Madalyn Godby       | Stati Uniti           | +0.404 |      |
| 3        | 1         | Kelsey Mitchell     | Canada                |        | Q    |
| 3        | 2         | Daria Shmeleva      | Fed. Ciclistica Russa | +3.048 |      |
| 4        | 1         | Mathilde Gros       | Francia               |        | Q    |
| 4        | 2         | Anastasija Vojnova  | Fed. Ciclistica Russa | +0.106 |      |
| 5        | 1         | Lauriane Genest     | Canada                |        | Q    |
| 5        | 2         | Alla Biletska       | Ucraina               | +0.108 |      |
| 6        | 1         | Pauline Grabosch    | Germania              |        | Q    |
| 6        | 2         | Sophie Capewell     | Gran Bretagna         | +0.071 |      |
| 7        | 1         | Shanne Braspennincx | Paesi Bassi           |        | Q    |
| 7        | 2         | Riyu Ohta           | Giappone              | +0.088 |      |
| 8        | 1         | Miriam Vece         | Italia                |        | Q    |
| 8        | 2         | Martha Bayona       | Colombia              | +0.022 |      |

### Quarti di finale
Le vincitrici di ogni batteria si qualificano per le semifinali
| Batteria | Posizione | Atleta              | Nazione     | Gara 1 | Gara 2 | Gara 3 | Note |
| -------- | --------- | ------------------- | ----------- | ------ | ------ | ------ | ---- |
| 1        | 1         | Lea Friedrich       | Germania    |        |        |        | Q    |
| 1        | 2         | Miriam Vece         | Italia      | +0.126 | +0.098 |        |      |
| 2        | 1         | Emma Hinze          | Germania    |        |        |        | Q    |
| 2        | 2         | Shanne Braspennincx | Paesi Bassi | +0.097 | +0.177 |        |      |
| 3        | 1         | Kelsey Mitchell     | Canada      |        |        |        | Q    |
| 3        | 2         | Pauline Grabosch    | Germania    | +0.051 | +0.084 |        |      |
| 4        | 1         | Lauriane Genest     | Canada      | +0.167 |        |        | Q    |
| 4        | 2         | Mathilde Gros       | Francia     |        | +0.263 | +0.035 |      |

### Semifinali
Le vincitrici di ogni batteria si qualificano alla finale per l'oro, le altre si qualificano alla finale per il bronzo
| Batteria | Posizione | Atleta          | Nazione  | Gara 1 | Gara 2 | Gara 3 | Note |
| -------- | --------- | --------------- | -------- | ------ | ------ | ------ | ---- |
| 1        | 1         | Lea Friedrich   | Germania |        |        |        | Q    |
| 1        | 2         | Lauriane Genest | Canada   | +0.102 | +0.106 |        |      |
| 2        | 1         | Emma Hinze      | Germania |        |        |        | Q    |
| 2        | 2         | Kelsey Mitchell | Canada   | +0.071 | +0.060 |        |      |

### Finali
| Posizione            | Atleta          | Nazione  | Gara 1 | Gara 2 | Gara 3 |
| -------------------- | --------------- | -------- | ------ | ------ | ------ |
| Finale per l'oro     |                 |          |        |        |        |
| 1                    | Emma Hinze      | Germania |        |        |        |
| 2                    | Lea Friedrich   | Germania | +0.117 | +0.129 |        |
| Finale per il bronzo |                 |          |        |        |        |
| 3                    | Kelsey Mitchell | Canada   |        |        |        |
| 4                    | Lauriane Genest | Canada   | +0.087 | +0.050 |        |